# 比朱·马哈拉季

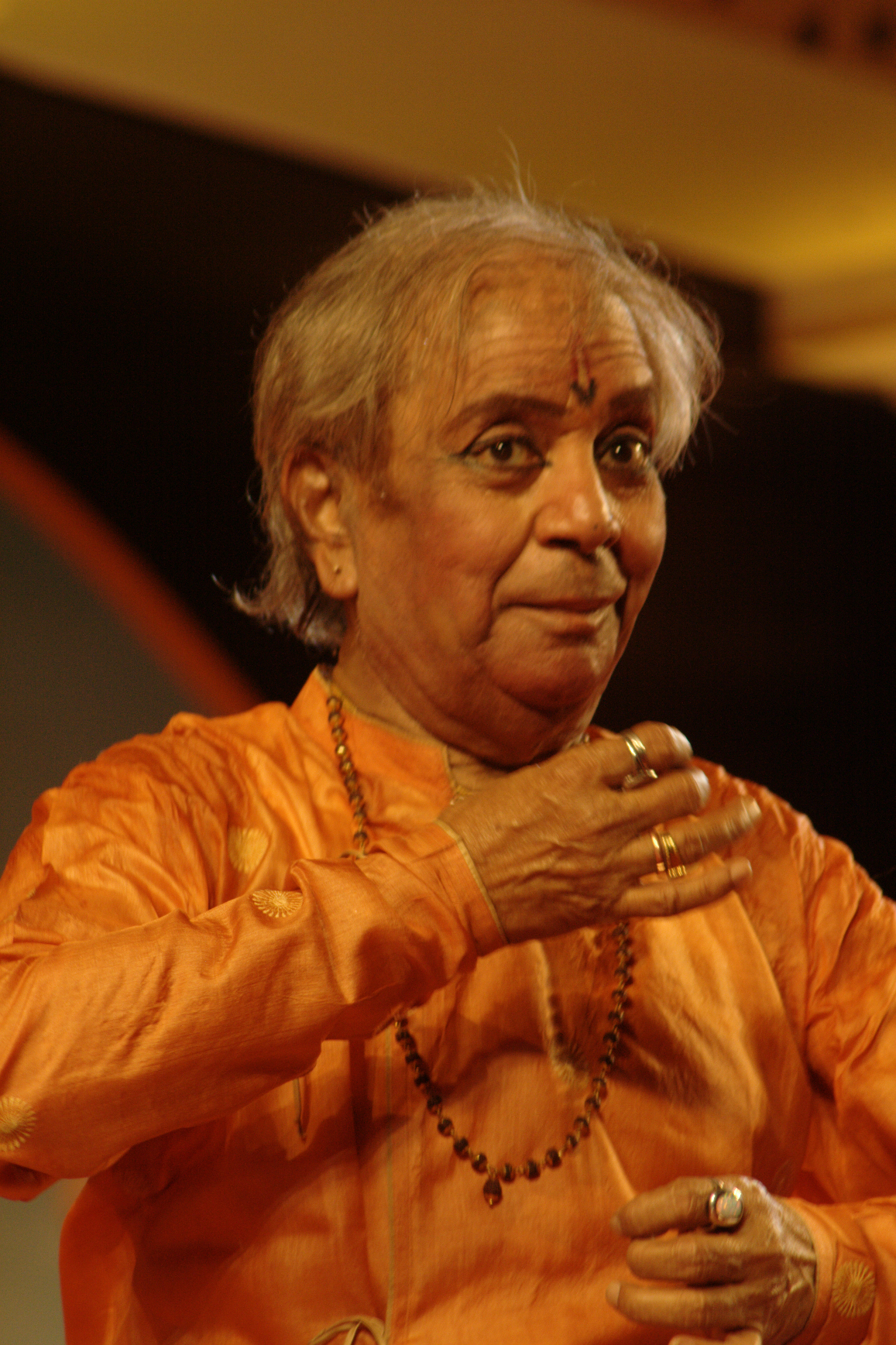
比朱·马哈拉季

比朱·马哈拉季 (1938年2月4日 - 2022年1月17日) 是一位印度舞蹈家、作曲家、歌手。 1986 年，比朱·马哈拉季獲得莲花赐勋章。他分別於2012年和2016年獲得印度国家电影奖最佳编舞以及印度电影观众奖最佳编舞 。
晚年，比朱·马哈拉季出現腎病變並罹患糖尿病，并接受透析。  2022年1月16日，他在德里的家中因心脏病发作去世，享年83岁。 